# Kaczka dziennikarska
Kaczka dziennikarska – nieprawdziwa informacja podana do publicznej wiadomości. To wiadomość czasami prawdziwa, zawsze przesadzona, często fałszywa. Są to szczegóły straszliwego zabójstwa, czasami ilustrowanego rycinami, utrzymanymi w naiwnym stylu: to katastrofa, fenomen, niezwykła przygoda.
Innymi słowy, zmyślona historia lub sytuacja, często celowo rozpowszechniana przez dziennikarzy, najczęściej w celu zaciekawienia czy zaszokowania odbiorcy i podniesienia w ten sposób nakładu lub oglądalności.
Częstymi tematami kaczek dziennikarskich są zjawiska paranormalne i doniesienia z dziedziny kryptozoologii. Zdarzają się też tego typu publikacje z dziedziny sportu (rzekoma zmiana klubu czy przyjęcie obywatelstwa przez wybitnego sportowca) czy polityki.